# Formidable-Klasse (1901)
Die Formidable-Klasse war eine Klasse von drei Schlachtschiffen (Einheitslinienschiff), die als Teil des Marineprogramms von 1897 für die britische Royal Navy gebaut wurden.

## Entwurf und Bau

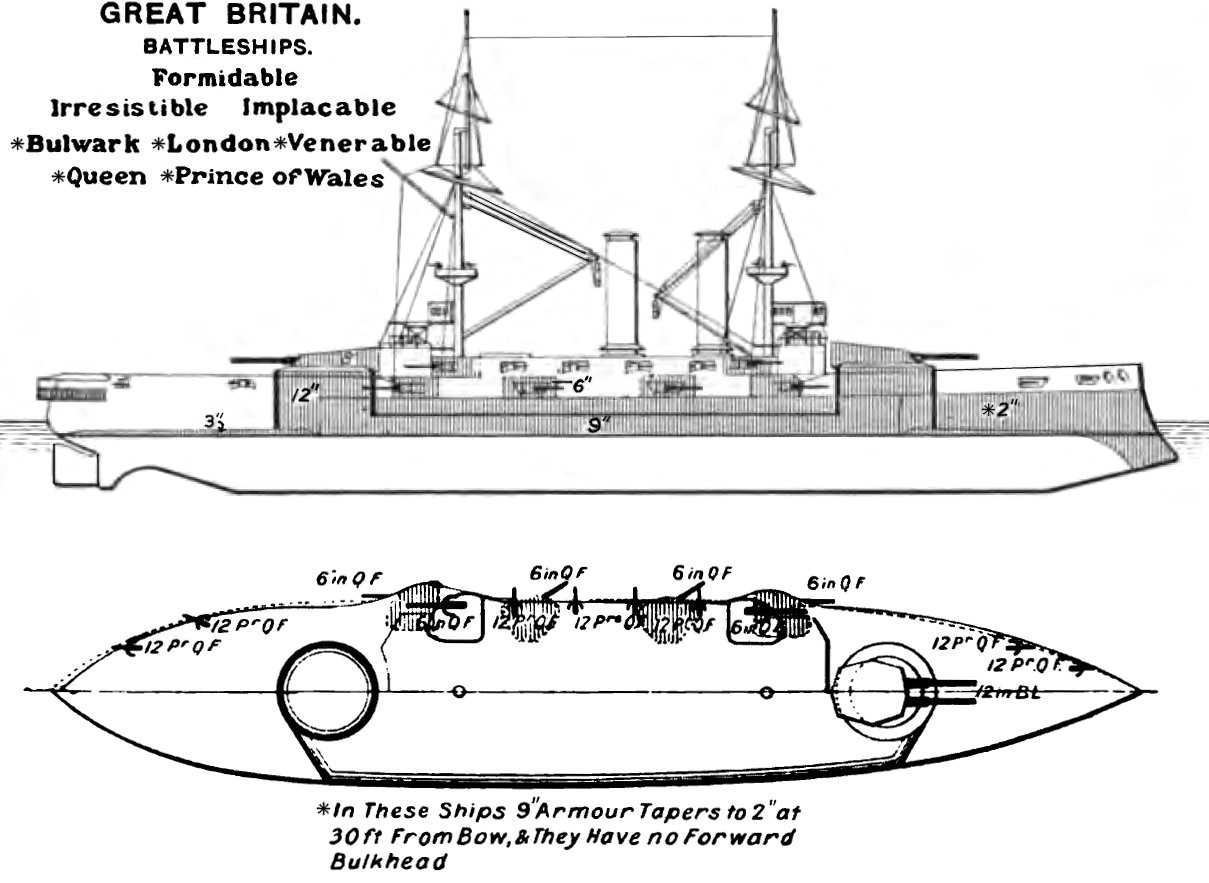
Plan der Klasse aus Brassey’s Naval Annual 1906

Am 3. Mai 1897 wurden die ersten Entwürfe für die Schlachtschiffe des Programms von 1897 erörtert. Durch die Verwendung des neu entwickelten Krupp-Zementstahls, besserer Maschinen und die Einführung von Wasserrohrkesseln war es möglich, die 305-mm-Kanonen zusammen mit einer allgemein stärkeren Panzerung und einer höheren Geschwindigkeit ohne wesentliche Erhöhung der Verdrängung unterzubringen. Am 18. Juni 1897 legte DNC White zwei Skizzen vor, die jeweils vier 305-mm-Kanonen, einen 203-mm-Panzergürtel und eine Nenngeschwindigkeit von 18 Knoten vorsahen. Der erste Plan sah eine Sekundärbewaffnung von zwölf 152-mm-Kanonen und eine Verdrängung von 14935 t vor, der zweite von vierzehn 152-mm-Kanonen und einer Verdrängung von 15139 t. Im Juni 1897 genehmigte das Board of Admiralty den Plan mit zwölf Kanonen, mit einer zusätzlichen Panzerung von 25 mm.
In dieser Klasse wurde das 305-mm-Geschütz Mk IX von Vickers eingeführt. Die Kanone unterschied sich in vielerlei Hinsicht von der älteren Mk VIII, sie wog 4,06 Tonnen mehr, hatte eine höhere Mündungsgeschwindigkeit, verbesserte Züge und den Welin-Verschluss. Die ursprünglichen Panzerungsvorschläge sahen einen 203-mm-Gürtel aus dem neuesten Krupp-Zementstahl vor, der mindestens 305 Tonnen an Verdrängung einsparen sollte. In Anbetracht weiterer möglicher Geschützentwicklungen im Ausland entschied man, dass eine Stärke von 228 mm vorzuziehen sei. Damit wäre das Schiff bei den damals üblichen Kampfentfernungen praktisch unverwundbar.

## Einsatzgeschichte
Bereits zwei Jahre nach der Indienststellung der letzten Schiffe dieser Klasse (1904) waren diese durch den Stapellauf der Dreadnought veraltet. Bevor sie durch moderne Neubauten ersetzt wurden, gehörten die Schiffe der Formidable-Klasse jedoch noch einige Jahre zum Kern der britischen Schlachtflotte.
Mit Beginn des Ersten Weltkriegs bildeten sie das 5. Schlachtgeschwader der Grand Fleet. Dort wurden sie für Aufgaben wie dem Konvoischutz und der Bombardierung küstennaher deutscher Stellungen in Belgien eingesetzt. Die Formidable sank am 1. Januar 1915 nach Torpedotreffern von U24 vor der Isle of Portland. Die verbliebenen Schiffe kamen 1915 in den Marineoperationen in der Schlacht von Gallipoli zum Einsatz. Die dort eingesetzten Schiffe erlitten schwere Verluste durch Seeminen und Torpedos. Am 18. März 1915 lief die Irresistible auf eine Seemine und sank. Wohl nicht zuletzt aufgrund dieser Erfahrungen spielten die übrigen fünf Schiffe der Formidable-Klasse im weiteren Verlauf des Krieges keine aktive Rolle mehr und wurden meist zu Depotschiffen umfunktioniert. Im November 1915 wurde die Implacable zur 3. „Detached Squadron“ nach Thessaloniki verlegt. Diese sollte die Sicherung des Verkehrs zum Suezkanal verstärken und die französische Marine bei der Blockade der ägäischen Küste Griechenlands und Bulgariens unterstützen.

## Konstruktion
Die Schiffe hatten eine Gesamtlänge von 131,60 m, eine Breite von 22,90 m und einen Tiefgang von 7,90 m. Die Verdrängung lag zwischen 14.700 t und 16.100 t.

### Antrieb
Die Schiffe der Formidable-Klasse waren mit zwei 3 Zylinder-Verbunddampfmaschinen ausgestattet, die jeweils eine Welle antrieben und insgesamt 15.000 PS (11.032 kW) entwickelten, mit der sie eine Höchstgeschwindigkeit von 18 Knoten (33 km/h) erreichten. Der Dampf wurde von 20 Belleville-Wasserrohrkesseln geliefert. Die Schiffe konnten maximal 2032 t. Kohle mitführen, was ihnen bei 10 Knoten (19 km/h) eine Reichweite von 5500 Seemeilen (10.190 km) ermöglichte. Die Besatzung des Schiffes bestand aus 780 Mann plus Offiziere.

### Bewaffnung
Die Hauptbewaffnung bestand aus vier 305-mm-Geschützen, die in Doppelgeschütztürmen vor und hinter den Aufbauten. Die Geschütze waren auf Mk-BVII-Lafetten mit einem Seitenrichtbereich von −150 bis +150 Grad montiert. Die Kanonen selbst wogen 51 t und hatten bei einer maximalen Elevation von 30° und einer Mündungsgeschwindigkeit von 796 m/s eine Reichweite von 24.230 m. Sie verschossen 386 kg schwere Granaten mit einer Kadenz von ca. 2 Schuss pro Minute. Die Sekundärbewaffnung bestand aus zwölf 152-mm-Geschützen in Kasematten, von denen sich vier in den Ecken und die restlichen acht neben den Aufbauten befanden, sechs auf jeder Breitseite. Die Geschütze hatten bei einer maximalen Elevation von +20° und bei einer Mündungsgeschwindigkeit von 805 m/s eine Reichweite von 16.340 m. Sie verschossen 45 kg schwere Granaten mit einer Kadenz von 5 bis 7 Schuss pro Minute. Zur Abwehr gegen Torpedoboote waren zehn 12-Pfünder-Geschütze und sechs 3-Pfünder-Geschütze installiert. Außerdem war das Schiff vier im Rumpf versenkten 460-mm-Torpedorohren ausgestattet.

### Panzerung
Die Schiffe hatten einen 229 mm starken Gürtel, aus Krupp-Zementstahl, der mit den 229 bis 305 mm dicken Querschotten an beiden Enden der Schiffe abschloss. Die Geschütztürme waren an den Seiten 203 mm bis 254 mm dick und das Dach 305 mm. Die Barbetten und die 152-mm-Geschütze in den Kasematten waren mit 152 mm geschützt. Der Kommandoturm hatte rundum eine Panzerung von 356 mm. Die Schiffe verfügte über zwei gepanzerte Decks mit einer Dicke von 25 bzw. 76 mm.

## Schiffe der Klasse
HMS Formidable
- 21. März 1898 Kiellegung in Portsmouth Dockyard
- 17. November 1898 Stapellauf
- September 1901 Fertigstellung
- 10. Oktober 1904 – August 1908 Mittelmeer-Flotte
- 20. April 1909 – Mai 1909 1. Division Home-Fleet
- 29. Mai – Mai 1912 Atlantik-Flotte
- Mai 1912 – August 1914 Home-Fleet
- August 1914 – Dezember 1914
- 1. Januar 1915 versenkt durch U24[8]

HMS Irresistible
- 11. April 1898 Kiellegung in Chatham Dockyard
- 15. Dezember 1898 Stapellauf
- Februar 1902 Fertigstellung
- 4. Februar 1902 – April 1908 Mittelmeer-Flotte
- April 1908 – Juni 1910 Kanal-Flotte
- 28. Februar – 1911 August 1914 3. Division der Home-Fleet
- August 1914 – Februar 1915 Kanal-Flotte
- 1. Februar 1915 – März 1915 Dardanellen
- 18. März 1915 durch Minentreffer gesunken[9]

HMS Implacable
- 13. Juli 1898 Kiellegung in Devonport Dockyard
- 11. März 1899 Stapellauf
- 10. September 1901 – Februar 1909 Mittelmeer-Flotte
- Februar – Mai 1909 Kanal-Flotte
- 15. Mai 1909 – Mai 1912 Atlantik-Flotte
- 13. Mai 1912 – August 1914 Home-Fleet
- August 1914 – März 1914 Kanal-Flotte
- März 1915 – Mai 1915 Dardanellen
- 27. Mai 1915 – November 1915 Adria
- November 1915 – Juli 1917 Suez-Kanal Patrouille und Ägäis
- Juli 1917 – März 1918 ausgemustert.
- März 1918 – November 1918 von Marineliste gestrichen
- 8. November 1921 zum Abwracken an Slough Trading Co. verkauft[10]